# アンドレ・ピント
アンドレ・アルメイダ・ピント（André Almeida Pinto, 1989年10月5日 - )は、ポルトガル・ヴィラ・ノヴァ・デ・ガイア出身の元同国代表サッカー選手。現役時代のポジションはDF（センターバック）。

## クラブ歴
FCポルトの下部組織出身。2008年にジェズアルド・フェレイラ監督によってトップチームに引き上げられたが、期限付き移籍を繰り返しポルトでの出場機会は訪れなかった。
2012年夏、ギリシャのパナシナイコスFCに移籍した。
2013年12月、SCブラガと3年半の契約を結んだ。
2017年4月にブラガのファーストチームから放出された。7月1日にスポルティングCPと4年契約を結んだ。
2019年8月30日、サウジアラビアのファティフFCに1年契約で移籍した。
2020年2月に中東を去るとフリーの状態が続いていたが、2021年1月よりSCファレンセとシーズン終了までの契約を締結し母国へ復帰した。
2021年9月、FCディナモ・ブカレストに移籍した。

## タイトル
スポルティングCP
- タッサ・ダ・リーガ：2017-18, 2018-19
- タッサ・デ・ポルトガル：2018-19